# Су-30
Су-30 (за кодифікації НАТО — Flanker-C) — радянський/російський двомісний багатоцільовий винищувач покоління 4++. Розроблений на основі Су-27УБ. Призначений для завоювання переваги в повітрі, далекого патрулювання, супроводу літаків дальньої авіації, радіолокаційного спостереження, наведення і управління, а також може використовуватися як навчально-бойовий літак.
На відміну від Су-27УБ, Су-30 здатний виконувати бойові дії, пов'язані з великою дальністю і тривалістю польоту і ефективним управлінням групою винищувачів. На Су-30 застосовувалися системи дозаправляння пальним у польоті, навігаційні системи, було розширено склад апаратури управління груповими діями, а також вдосконалено систему життєзабезпечення. За рахунок встановлення нових ракет і системи управління озброєнням, було значно підвищено бойову ефективність літака.

## Історія створення
Досвід експлуатації одномісних винищувачів показав, що в сучасному повітряному бою навантаження на льотчика є надто великими, які викликані необхідністю маневрувати та одночасно керувати комплексом сучасного озброєння. Тому було вирішено ввести до екіпажу льотчика-оператора, який міг би вирішувати тактичні та навігаційні завдання, здійснювати управління групою літаків, а за потреби й брати управління літаком на себе, розвантажуючи льотчика під час тривалих польотів. Крім того, другий член екіпажу безсумнівно позитивно впливав у психологічному плані. Тому ще в середині 80-х років у КБ Сухого розпочалися перші опрацювання концепції бойового двомісного винищувача. Керівником проєкту було призначено І. В. Ємельянова.
Базовою машиною для розроблення нового проєкту став Су-27УБ, що мав двомісну кабіну екіпажу, великий внутрішній запас палива і десять точок підвіски озброєння. Безпосереднім прототипом нового варіанта винищувача-перехоплювача слугував дослідний літак-лабораторія Т-10У-2, оснащений системою дозаправляння паливом у повітрі. Дальні перельоти, здійснені на цій машині в 1987—1988 роках, переконали конструкторів у можливості поліпшення бойових якостей серійного перехоплювача Су-27П.
Для відпрацювання нової концепції влітку-восени 1988 року на ІАПО, що випускав серійні Су-27УБ, силами співробітників Іркутської філії ДКБ Сухого (під керівництвом В Макріцкого) і місцевих фахівців було доопрацьовано два навчально-бойових літаки іркутського складання, які отримали в ОКБ шифри Т-10ПУ-5 і Т-10ПУ-6, а на заводі — виріб «10-4ПУ». Машини оснастили системою дозаправляння в повітрі, новою системою навігації, модернізованими системами дистанційного керування та керування озброєнням.
Перші два збудовані літаки з № 79371010101 і № 79371010102 надійшли до ЛІІ на випробування, після завершення яких були передані пілотажній групі А. Н. Квочура. Вони були перефарбовані у червоно-синьо-білі кольори та отримали бортові номери 596 і 597. Перше публічний виступ пілотажної групи та показ Су-30 відбулися під час авіаційної виставки у 1992 році. Саме з цього моменту в РФ поновилися показові польоти та участь у різноманітних міжнародних виставках військової авіаційної техніки.
Однак у зв’язку з розпадом СРСР і важкою економічною ситуацією виробництво Су-30 велося дуже повільно. 148-й Центр бойового застосування та перенавчання льотного складу авіації військ ППО в Саваслейці отримав літаки № 96310107035, № 96310107023, № 96310104007, № 96310104010, № 96310107037 виробництва 1994—96 рр. Два літаки взяли участь в авіашоу RIAT'97.
Участь літаків у виставках зацікавила іноземних потенційних покупців. Оскільки РФ вже не мала можливості закуповувати бойові літаки, було вирішено поставляти Су-30 іноземним замовникам, що дозволило б підтримати вітчизняну авіаційну промисловість. У результаті на базі Су-30 розпочалися роботи над експортними модифікаціями.
Першим іноземним замовником Су-30 стала Індія. Індійська модифікація Су-30К («комерційний») незначно відрізнялася від базової моделі складом обладнання. Загалом було збудовано 18 машин.
У подальшому літак неодноразово модернізувався за запитами різних іноземних замовників і постачався за кордон. У середині 2000-х років на літак звернули увагу й російські замовники, і на базі однієї з останніх модифікацій для Індії — Су-30МКІ була розроблена модифікація для Росії — Су-30СМ. 21 вересня 2012 року літак уперше піднявся в небо, і вже до кінця року два перші серійні літаки були передані ВПС.

### Виробництво та обслуговування в умовах санкцій
10 жовтня 2024 року міжнародна розвідувальна спільнота InformNapalm звернулася до французьких компаній Thales і Safran у зв’язку з використанням їхнього обладнання на російських винищувачах, яке обслуговується в Казахстані. З’ясувалося, що компанія ARC Group забезпечує сервісне обслуговування російських Су-30СМ в обхід міжнародних санкцій, використовуючи авіоніку виробництва Thales і Safran.

## Призначення
Цей літак був створений завдяки зусиллям конструкторів та технологів агрегатно-складальних і монтажно-випробувальних цехів, а також конструкторів СКО. На відміну від одномісних Су-27П, серійний Су-30 призначався для:
- завоювання панування в повітрі;
- далекого патрулювання і супроводу літаків стратегічної авіації;
- радіолокаційного дозору, наведення і управління;
- навчання льотного складу.

Су-30 міг виконувати всі навчальні та бойові завдання Су-27УБ і при цьому був наділений додатковими можливостями:
- виконання бойових дій, пов'язаних з дуже великими дальністю і тривалістю польоту;
- ефективнішого керування групою винищувачів

Розширення діапазону можливостей на Су-30 забезпечувалося установленням наступних нових систем:
- системи дозаправки пальним у польоті;
- радіосистеми дальньої навігації;
- розширеного складу апаратури управління груповими діями;
- вдосконаленої системи життєзабезпечення.

## Технічний опис проєкту

### Загальні відомості

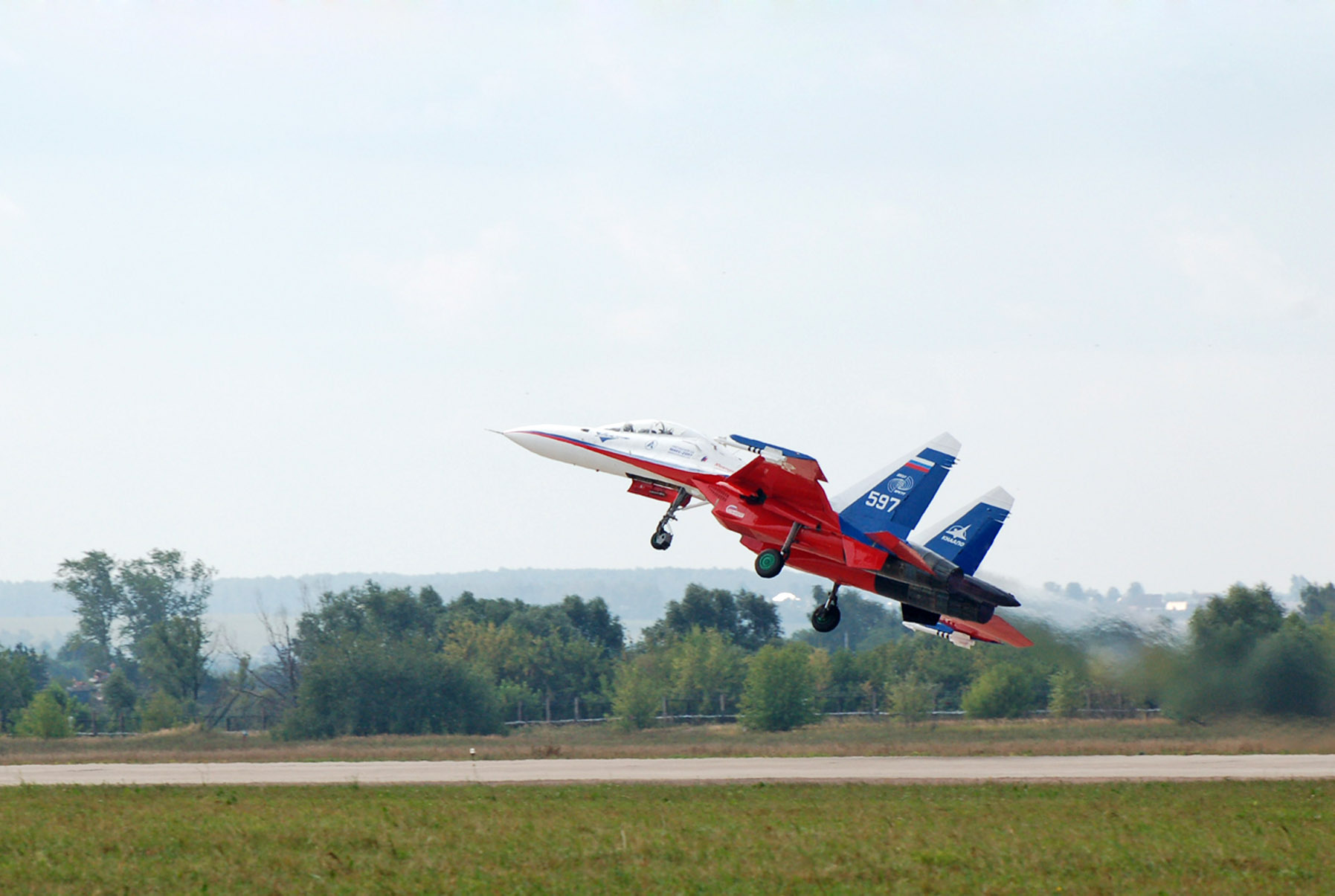
Су-30ЛЛ на МАКС-2007

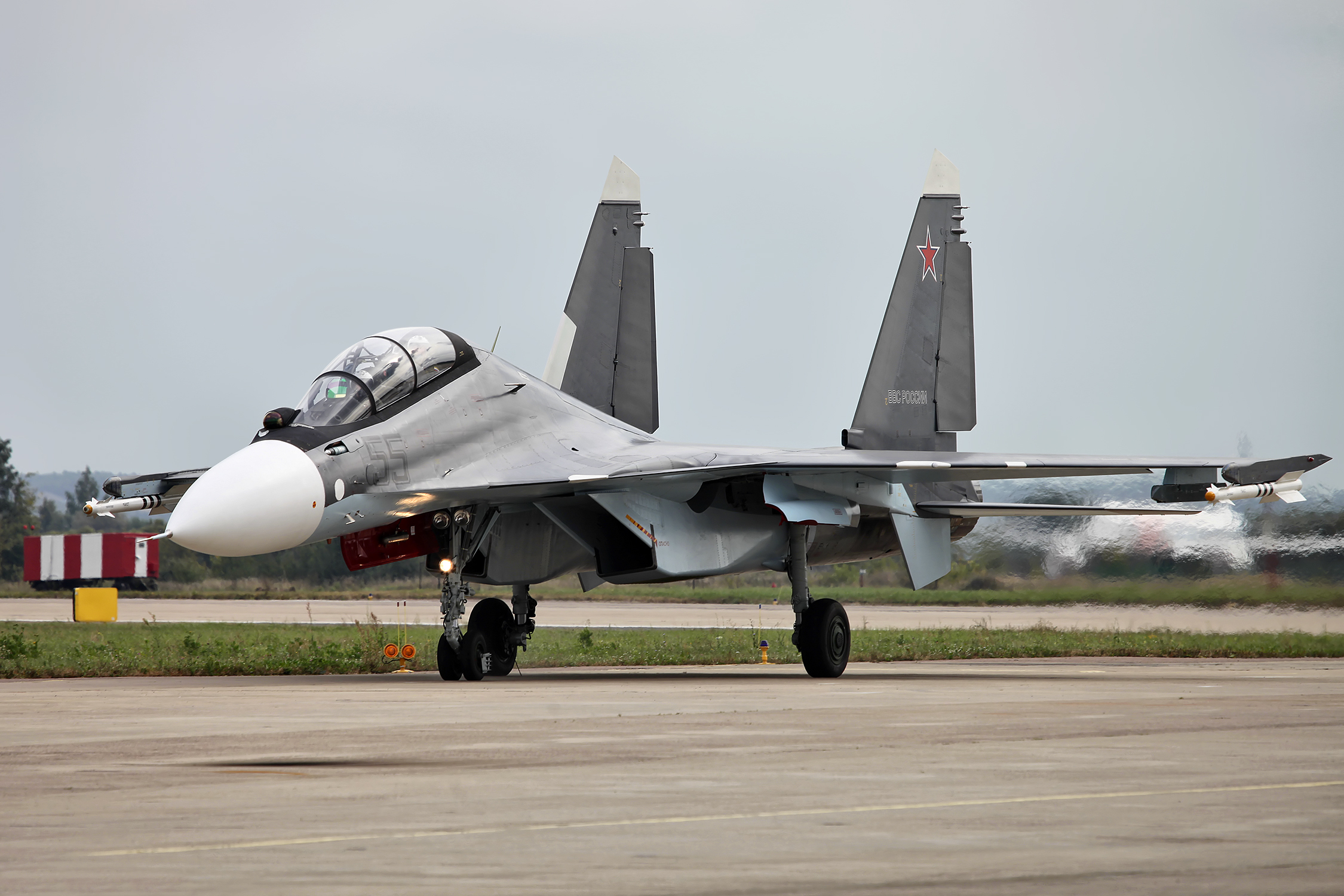
Су-30СМ ВПС РФ

Літак побудований за нормальною аеродинамічною схемою і має так звану інтегральну компоновку. Средньорозташоване трапецієподібне крило невеликого подовження, оснащене розвиненими напливами, плавно сполучається з фюзеляжем, утворюючи єдиний тримальний корпус. Два двоконтурні турбореактивні двигуни з форсажними камерами типу АЛ-31Ф розміщені в окремих мотогондолах, встановлених під тримальним корпусом літака на відстані один від одного, що дозволяє уникнути їх аеродинамічного взаємовпливу і підвішувати між ними за схемою «тандем» дві керовані ракети. Надзвукові регульовані повітрозабірники розташовані під центропланом.
Обтічники шасі плавно переходять в хвостові балки — службові платформами для установки суцільноповоротних консолей горизонтального оперення з прямою віссю обертання, двокілевого, рознесеного по зовнішніх бортах хвостових балок, вертикального оперення і підбалочних гребенів.
Літак спроєктовано за концепцією «електронної стійкості», і він не має традиційної механічної проводки управління в поздовжньому каналі — замість неї використовується електродистанційна система управління (СДУ). Шасі літака трьохопорне, прибиране, з одним колесом на кожній опорі.

### Основні відмінності від літака Су-27УБ
- встановлена система дозаправки паливом у польоті з випущеної штангою в передкабінному відсіку ліворуч;
- встановлена спеціальна апаратура зв'язку та наведення, на приладовій дошці задньої кабіни змонтований широкоформатний телевізійний індикатор тактичної обстановки.

## Основне бортове радіоелектронне обладнання

Sukhoi Su-30

1. Система керування озброєнням
  1. Система керування озброєнням «повітря-повітря»
    1. Радіолокаційний прицільний комплекс
    2. Оптико-електронна прицільна система
      1. Оптико-локаційних станцій
      2. Нашоломні системи цілевказівки

    3. Система єдиної індикації з індикатором на лобовому склі
    4. Запитувач апаратури системи розпізнавання

  2. Система керування озброєнням «повітря-поверхня»
    1. Кольорові багатофункціональні рідкокристалічні індикатори
    2. Бортова цифрова обчислювальна машина
    3. Супутникова навігаційна система
    4. Система керування зброєю
2. Система дистанційного керування літаком
3. Відповідач системи державного розпізнавання
4. Антенно-фідерна система
5. Пілотажно-навігаційний комплекс
  1. Цифрова обчислювальна машина
  2. Інформаційний комплекс вертикалі і курсу
  3. Радіотехнічна система ближньої навігації
  4. Система міжнародної навігації
  5. Система автоматичного керування
  6. Інформаційний комплекс висотно-швидкісних параметрів
  7. Система повітряних сигналів
6. Засоби радіоелектронного протидії
  1. Станція попередження про опромінення з блоком наращиваемого пристрої
  2. Пристрій скидання дипольних відбивачів і хибних теплових цілей
  3. Станція активних перешкод (в контейнері)
7. Комплекс засобів зв'язку
  1. Зв'язкова радіостанція МВ-ДМХ діапазону
  2. Зв'язкова радіостанція МВ-ДМХ діапазону
  3. Зв'язкова радіостанція КВ діапазону
8. Бортова автоматизована система контролю
  1. Узагальнена система вбудованого контролю і попередження екіпажа
  2. Апаратура реєстрації польотної інформації
  3. Бортова апаратура оповіщення про аварійні ситуації
9. Система відео реєстрації
  1. Бортовий відеореєстратор
  2. Телевізійна камера переднього огляду
  3. Відеоконтролер
10. Літаковий відповідач
11. Система телекомандного наведення
12. Оптико-електронна прицільна система контейнерного типу

## БРЛСН011 Барс
Тактико-технічні характеристики (для літака Су-30МКІ)
- Діапазон частот: Х (8 — 12 ГГц)
- Зона контролю:
  - Електронне сканування:
    - По азимуту: ± 3 — 10 °
    - По куті місця: −14 — +40 °

  - Механічне сканування:
    - По азимуту: ± 70 °
- Кількість каналів приймача: 3
- Кількість цілей, що обробляються одночасно:
  - Супроводжуваних: 15
  - Обстрілюваних: 4
- Коефіцієнт шуму приймача: не більше 3 дБ
- Потужність передавача:
  - Імпульсна: 4,5 кВт
  - Середній: 1,5 кВт
  - Підсвітки і наведення: 1 кВт
- Дальність виявлення цілей (не менше):
  - «Винищувач»: 120—140 км
  - «Залізничний міст»: 80-120 км
  - «Група танків»: 40-50 км
  - «Есмінець»: 120—150 км
- Максимальна роздільна здатність: 10 м

## Модифікації
- Су-30МК (модернізований, комерційний) — двомісний ударний літак, призначений для постачань на експорт. Спочатку створювався для ВПС Росії, але економічна криза змусила Міністерство оборони РФ відмовитися від закупівель літаків цього типу.

- Су-30МКА (модернізований, комерційний, алжирський) — версія Су-30МК для Алжиру.
- Су-30МКІ (модернізований, комерційний, індійський; Flanker-H) — версія Су-30МК для Індії.
- Су-30МКК (модернізований, комерційний, китайський; Flanker-G) — версія Су-30МК для Китаю.
- Су-30МК2 — вдосконалена версія Су-30МК. Ціна 50 млн. USD. На кінець лютого 2012 збудовано 130 екземплярів модифікації[5]. Експортується в Китай, Індонезію, В'єтнам, Венесуэлу та Уганду
- Су-30МКМ (модернізований, комерційний, малайзійська) — версія Су-30МК для Малайзії. Заснована на версії Су-30МКІ.
- Су-30МКВ (модернізований, комерційний, венесуельський) — версія Су-30МК2 для Венесуели.
- Су-30М2 — модернізований Су-30МК2, призначений для ВПС Росії.
- Су-30СМ — літак з планером Су-30МКІ(М), призначений для ВПС Росії. Обладнаний деяким іноземним устаткуванням, наприклад, індикатор на лобовому склі та двигунами АЛ-31ФП з керованим вектором тяги
- Су-30СМ2 — збільшено дальність виявлення та розпізнавання повітряних цілей. До складу озброєння додано нові високоточні засоби ураження повітряних, наземних та морських об’єктів на дальності кілька сотень кілометрів[6].

На експортних модифікаціях Су-30 широко застосовується обладнання іноземного виробництва — бортові комп'ютери, навігаційне устаткування і т. д. ОКБ «Сухой» співпрацює з постачальниками з Франції, Індії, Ізраїлю.

## Бойове застосування

### Інтервенція Росії в Сирію
У вересні 2015 року Росія вперше розгорнула винищувачі Су-30СМ на території аеропорту імені Басіля аль-Ассада у Латакії, Сирія. Щонайменше чотири Су-30СМ були зафіксовані на супутниковому знімку. Наприкінці грудня 2015 року на авіабазі Хмеймім перебувало 16 Су-30СМ. У рамках їхнього бойового розгортання вони забезпечували підсвітку цілей для бомбардувальників, які здійснювали авіаудари по групах повстанців.
Су-30СМ спочатку були призначені для супроводу російських штурмовиків та стратегічних бомбардувальників, але також виконували завдання з ударів по наземних цілях. 21 березня 2017 року повстанські сили розпочали новий наступ у провінції Хама; через кілька днів з'явилося відео, на якому Су-30СМ Повітряно-космічних сил Росії завдавав ударів по наземних цілях некерованими авіаційними ракетами у пікіруючій атаці проти повстанців.
3 травня 2018 року Су-30 Повітряно-космічних сил Росії зазнав аварії невдовзі після зльоту з авіабази Хмеймім, що призвело до загибелі обох членів екіпажу.

### Прикордонні конфлікти між Індією та Пакистаном
У лютому 2014 року винищувач Су-30МКІ ПС Індії збив розвідувальний автоматичний дрейфуючий аеростат, що залетів з Пакистану.
27 січня 2016 року над індійським містом Бармер у штаті Раджастхан винищувач Су-30МКІ ВПС Індії збив розвідувальний автоматичний дрейфуючий аеростат, що залетів з Пакистану. Для ураження цілі було витрачено 97 30-мм снарядів, уламки були ідентифіковані як аеростат американського виробництва, що належав Пакистану.
Під час прикордонного конфлікту між Індією та Пакистаном у лютому 2019 року, 27 лютого 2019 року, відбувся повітряний бій між групою ПС Індії та ПС Пакистану. З боку ПС Індії у бою брали участь вісім винищувачів, зокрема чотири Су-30МКІ, з боку ПС Пакистану — 24 літаки. Су-30 у цьому бою не зазнали втрат і не здобули перемог.
4 березня 2019 року над індійським містом Біканер-Ніл у штаті Раджастхан винищувач Су-30МКІ ПС Індії збив безпілотний літальний апарат, що залетів з Пакистану.

### Російсько-українська війна (2014—2022)
25 листопада 2018 року МБАКи «Бердянськ», «Нікополь» та рейдовий буксир «Яни Капу» здійснювали плановий перехід з порту Одеси до порту Маріуполь Азовського моря. Буксир «Яни Капу» зазнав тарану з боку російського прикордонного корабля «Дон». Близько 20:10 (за київським часом) катери були атаковані ЗС та ФСБ РФ під час відходу на місце базування. Катери зазнали вогневого ураження та втратили можливість самостійно продовжувати рух. У результаті, близько 20:50 (за київським часом), катери разом з екіпажем були захопленні спецпідрозділами ФСБ Росії.
За офіційними російськими даними до атаки на українські катери були залучені вертольоти Ка-52. Так, гелікоптер Ка-52 здійснив переслідування та в нейтральних водах зупинив малий броньований артилерійський катер «Нікополь», до якого підійшов малий протичовновий корабель Чорноморського флоту РФ «Суздалец». Перед тим з вертольота було випущено по українських кораблях дві некеровані ракети. Окрім вертольотів, за даними Служби безпеки України, до атаки з повітря був залучений винищувач Су-30, який так само здійснив бойове застосування двох ракет проти українських кораблів.

### Російське вторгнення в Україну (з 2022)
28 лютого речник командування Повітряних сил ЗСУ Юрій Ігнат повідомляв, що ворожі Су-30 та Су-35 ведуть маневри над Чорнобильською АЕС та здійснюють звідти обстріли, щоб українські війська не могли бити по ним у відповідь, адже збиття літака над АЕС може призвести до екологічної катастрофи.
Су-30 неодноразово застосовувались для нанесення авіаційно-бомбових ударів по території України та зокрема по цивільним об'єктам, далі наведено лише окремі випадки:
- 31 травня Су-30СМ завдав удару по Сумщині, про деталі не повідомляється[16];
- 2 червня близько 00:10 Су-30 завдав 4 авіаційно-бомбових удари по селищу Краснопілля на Сумщині. Пошкоджено 6 домоволодінь, та два транспортні засоби. Поранення отримало подружжя пенсіонерів: 82-річний чоловік та 80-річна дружина[17];
- 9 червня два Су-34 та один Су-30 вилетіли з району Мозиря (Білорусь) та ракетами Х-59 завдали удару по Житомирщині[18];
- 2 липня винищувач Су-30 вдарив ракетою Х-31 по Білгород-Дністровському району, жертви відсутні[19].

В серпні 2022 року під час контрнаступу на Харківщині на околицях міста Ізюм українські військові виявили уламки російського Су-30СМ який мав бортовий номер 62 «Червоний» та реєстраційний номер RF-81773. На поширених фото видно майже неушкоджену частину комплексу радіоелектронної боротьби САП-518 «Регата» (також відомий як «Хибины-У»). На збитому літаку також була підвішена ракета «повітря — повітря» Р-73.
В середині серпня 2023 року поблизу захоплених раніше бурових платформ «Чорноморнафтогаз» відбулось бойове зіткнення між українськими військовими на чотирьох катерах та російським винищувачем Су-30. Інцидент був знятий з певної відстані з українського БПЛА. Російський літак невдало намагався уразити українські катери з гарматного та ракетного озброєння, та ці спроби були припинені пострілом ПЗРК, внаслідок якого літак зазнав ушкодження.
13 липня 2024 року російський безпілотник «Шахед» без дозволу вторгся у повітряний простір Білорусі. На перехоплення дрону було піднято білоруський винищувач Су-30. У результаті дрон впав на заході Білорусі, за 60 миль на захід від Мінська.

#### Битва за острів Зміїний
7 травня російський винищувач Су-30СМ збив гелікоптер Мі-14 морської авіації України. За штурвалом цього гелікоптера загинув Герой України (посмертно), полковник Ігор Бедзай.
2 липня головнокомандувач ЗСУ Валерій Залужний опублікував відео датоване 1 липня, на якому видно, що Су-30 росіян намагається знищити покинуте на острові Зміїний обладнання, після втечі з нього 30 червня. З чотирьох бомб по острову влучила лише одна. За повідомлення головнокомандувача, бомбардування відбувалось фосфорними бомбами, літак злітав з кримського аеродрому Бельбек.

#### Знищені під час російсько-Української війни
Станом на 3 червня 2025 року редактори Oryx Blog знайшли фото чи відео підтвердження безповоротної втрати Росією 13 літаків Су-30СМ.

## Су-30 у символіці
Зображення падаючого Су-30 є центральною частиною нагрудного знаку Збройних Сил України «За знищення ворожої авіаційної техніки». Також силует Су-30 присутній на нарукавній відзнаці Збройних Сил України «За знищення ворожої авіаційної техніки». Обидві відзнаки встановлені у травні 2022 року.

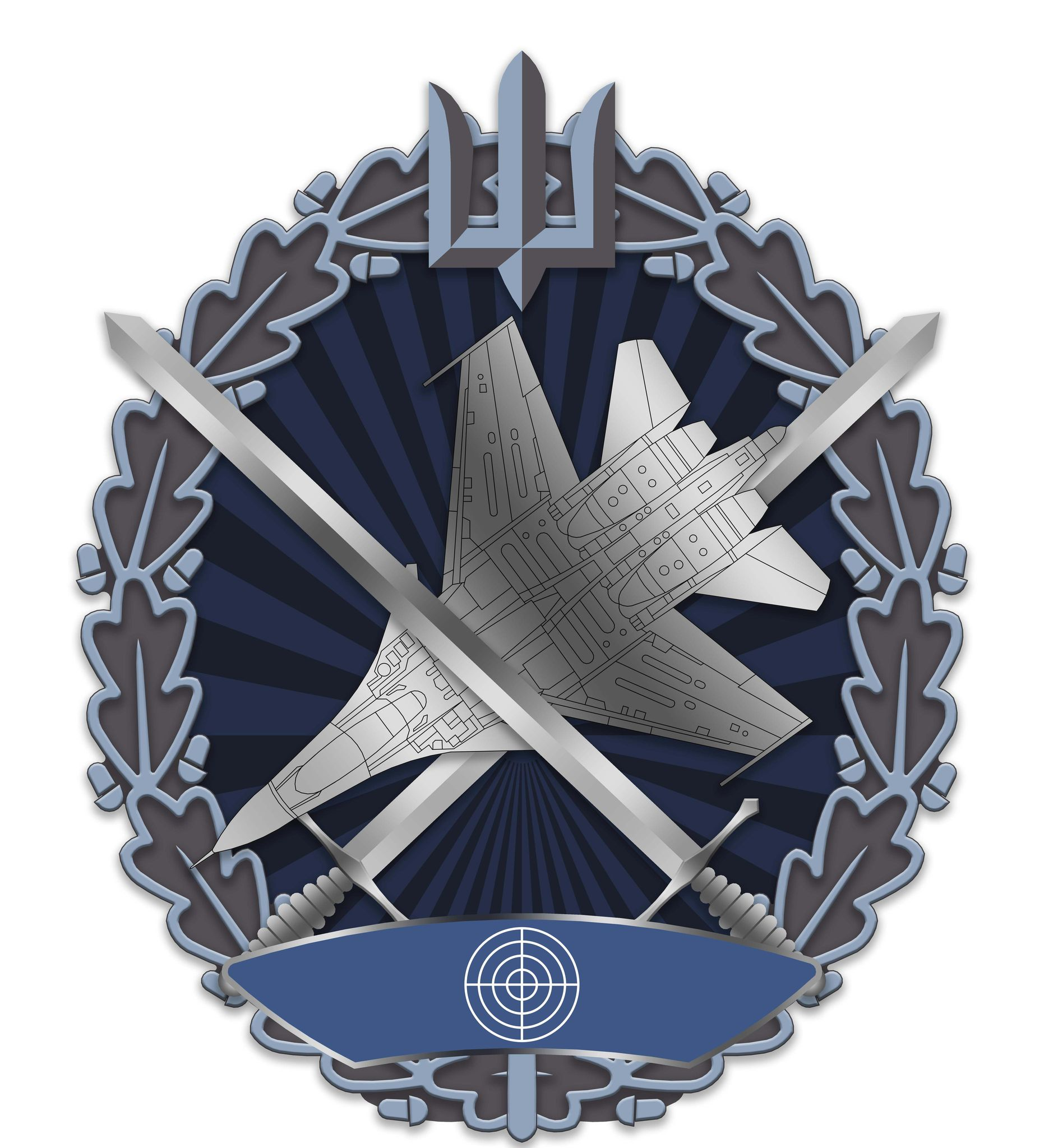
Нагрудний знак ЗСУ «За знищення ворожої авіаційної техніки», зображено Су-30СМ

## Оператори
- Росія

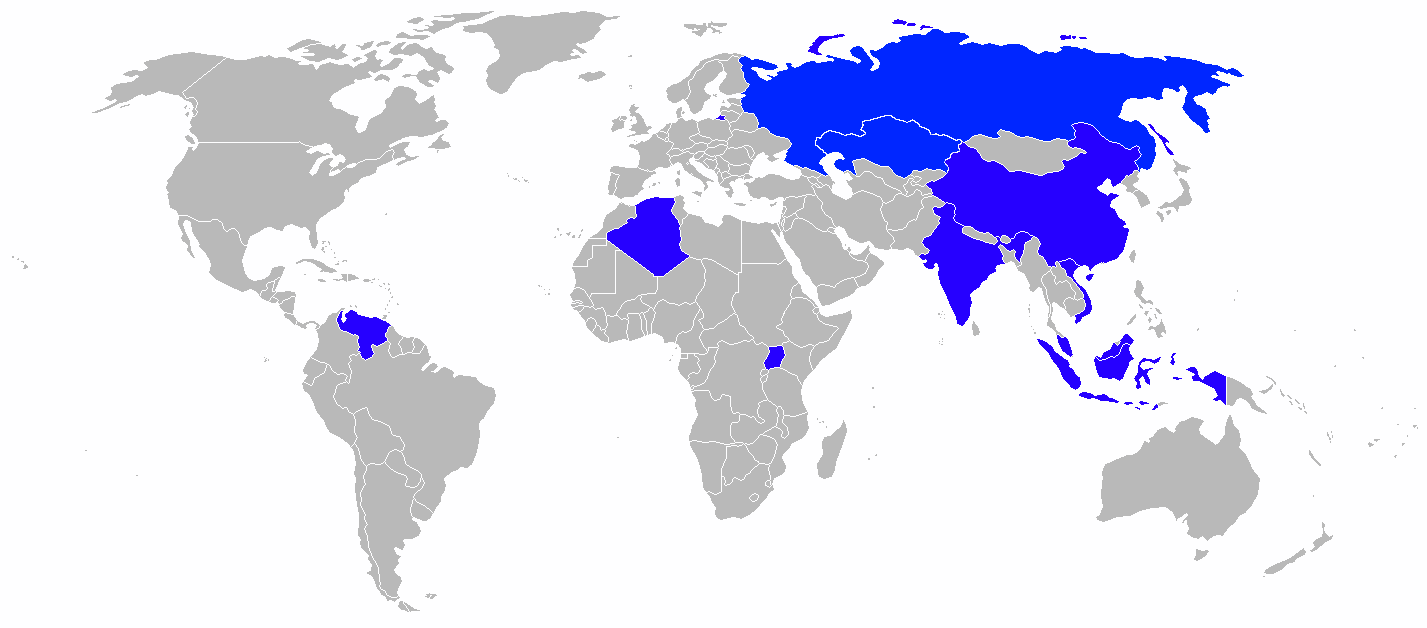
Країни-оператори Су-30

  - Повітряні сили Російської Федерації  — близько 80 Су-30СМ, 19 Су-30М2 та 4+ Су-30СМ2 на озброєнні, станом на 2025 рік[29].
  - Авіація ВМФ РФ — близько 17 Су-30СМ та 8+ Су-30СМ2 на озброєнні, станом на 2025 рік[30].
- Ангола — 12 Су-30К на озброєнні, станом на 2025 рік[31].
- Алжир — 59 Су-30МКА на озброєнні, станом на 2025 рік[32].

Перші два літаки поставлені замовнику в грудні 2007 року. Контракт був підписаний у лютому 2006 року, парафований в березні 2006 року. Станом на червень 2008 року поставлено 8 літаків (чотири — у 2007 році, по два літаки — у березні та червні 2008 року). У липні 2010, під час проведення авіафорума «Фарнборо-2010», з'явилася інформація про укладення контракту з Алжиром на поставку ще 16 Су-30МКА до 2012 року, довівши загальне число літаків до 44.
- Білорусь — 8 Су-30СМ та 4 Су-30СМ2 на озброєнні, станом на серпень 2025 року[37][38]. (Отримано 4 Су-30СМ у листопаді 2019 року та 4 Су-30СМ у 2024 році. Приблизно по 2 винищувача Су-30СМ2 отримано 27 травня та 16 серпня 2025 року[39][38]).
- Венесуела — 21 Су-30МКВ на озброєнні, станом на 2025 рік[40].

Рішення про купівлю літаків було ухвалене після того, як пара Су-30 зробила безпосадковий політ з Росії до Венесуели і назад (з кількома дозаправленнями в повітрі і єдиною посадкою в Росії). Перші два літаки були поставлені в грудні 2006 року, 8 літаків було поставлене протягом 2007 року, 14 поставлені в кінці липня — початку серпня 2008 року. У цей час всі 24 винищувачі надійшли в розпорядження ВПС Венесуели.
- В'єтнам — 35 Су-30МК2 на озброєнні, станом на 2025 рік[41].

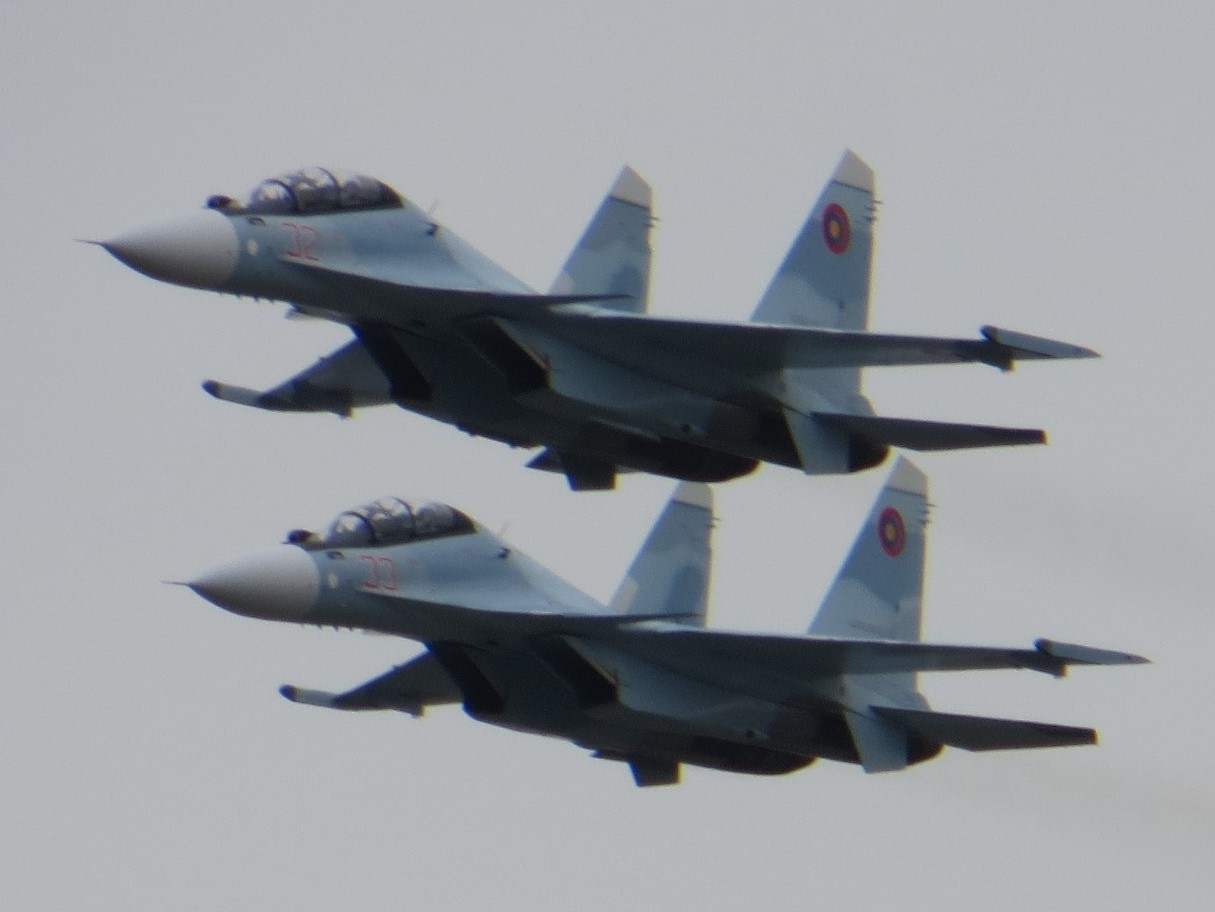
Су-30 Повітряних сил Вірменії

- Вірменія: У лютому 2019 року стало відомо, що Вірменія замовила для потреб національних повітряних сил чотири багатоцільові винищувачі Су-30СМ. В грудні того ж року літаки були доставлені до Вірменії, їх пунктом дислокації стала авіабаза «Шира» в місті Гюмрі. Проте, за словами прем'єр-міністра Ніколи Пашиняна літаки були придбані без боєприпасів[42]. Станом на 2025 рік ПС Вірменії мають 4 Су-30СМ на озброєнні[43]
- Індія: 262 Су-30МКІ, станом на 2024 рік[44][45].
- Індонезія — два Су-30МК і 9 Су-30МК2, станом на 2024 рік[46]. Винищувачі Су-30 ВПС Індонезії дислоковані на авіабазі Хасануддін[47][48].
- Казахстан — 29 Су-30СМ на озброєнні, станом на 2025 рік[37].
- КНР — Повітряні сили Китайської Народної Республіки мають 73 Су-30МКК, 24 Су-30МК2 на 2024 рік[49]
- Малайзія — 18 Су-30МКМ (технічний стан деяких під сумнівом), станом на 2024 рік[50]. Су-30 отримав перемогу в тендері на постачання літаків ПС Малайзії, перемігши в тому числі і американський F-18. Контракт на постачання 18 винищувачів на загальну суму 900 млн доларів США був підписаний 5 серпня 2003 року. На початок червня 2009 року поставлені 12 винищувачів Су-30МКМ[51] Частиною договору також було те, що Росія організовує політ малазійського космонавта на МКС.
- Уганда —  6 Су-30МК2 на озброєнні, станом на 2025 рік[52].

### Індія
Після тривалих переговорів Індія замовила 50 літаків Су-30МКІ, оснащених новими двигунами АЛ-31ФП і поліпшеною авіонікою. Також Індія отримала ліцензію на виробництво додаткових 140 винищувачів до 2020 року, на 2009 рік 98 СУ-30МКІ, на 2010:362 У 2007 році були передані 18 винищувачів Су-30МКІ замість поставлених у 1997—1999 роках Су-30К. Постачання одних літаків замість інших пов'язана з неможливістю модернізації Су-30К до рівня Су-30МКІ. У 2008 році повинна початися реалізація програми ліцензійного складання партії з 40 літаків Су-30МКІ вартістю 1,5 млрд доларів. З цієї партії 20 Су-30МКІ будуть поставлені в Індію вже облітаними, 15 — зібраними повністю, але не облітаними, а решта 5 будуть поставлені «по другій фазі».
Станом на 2019 рік на озброєнні індійської армії стоїть близько 240 винищувачів Су-30МКІ, що робить його наймасовішим у ВПС Індії.
Починаючи з 2009 року близько десяти літаків Су-30 в індійській версії було втрачено з різних причин. Зокрема до основних відносять низьку підготовку індійських льотчиків, а також низьку якість винищувачів російського виробництва та зібраних в Індії за ліцензією.

## Аварії та катастрофи

### Втрати РФ
| №  | дата                                | приналежність       | місце                                            | жертви      | подробиці |
| -- | ----------------------------------- | ------------------- | ------------------------------------------------ | ----------- | --- |
| 1  | 12.06.1999                          | ДКБ Сухого          | Ле-Бурже                                         | —           | падіння тяги в двигунах |
| 2  | 22.07.2003                          | 7057 авіабаза ЧФ РФ | Витязево                                         | —           | «складання» передньої стойки шасі на ЗПС, дані про причини аварії суперечливі |
| 3  | 26.07.2006                          | ЛДІ ім. М. Громова  | Жуковський                                       | —           | розбився під час випробувань |
| 4  | 28.02.2012                          | «КнААПО»            | Хабаровський край                                | —           | неполадки в системі керування при зльоті, пожежа в правому двигуні під час прискорення, відмова систем керування літаком |
|    |                                     |                     |                                                  |             | |
| 5  | 03.05.2018                          | ПКС Росії           | Джебла                                           | 2 загиблих  | Су-30СМ при наборі висоти після зльоту з авіабази «Хмеймім» впав у Середземне море, ймовірно технічна несправність або потрапляння птаха в двигун |
| 6  | 22.09.2020                          | ПКС Росії           | Тверська область                                 | —           | Су-30М2 ВПС РФ був збитий вогнем іншого російського Су-35 під час навчально-тренувального польоту, впав і розбився |
|    | Втрати під час вторгнення в Україну |                     |                                                  |             | |
| 7  | 25.02.2022                          | ПКС Росії           | Міллєрово                                        | —           | знищений ракетним ударом на аеродромі |
| 8  | 05.03.2022                          | ПКС Росії           | Щасливе, Миколаївська область                    | 2 полонених | літак Су-30СМ б\н 45, RF-33787 "Іркутськ". Летів на розвідку на Миколаївщину, але був збитий після влучання двох ракет |
| 9  | 13.03.2022                          | ПКС Росії           | Ізюм, Харківська область                         | —           | літак RF-81771 був збитий в бою |
| 10 | 15.03.2022                          | ПКС Росії           | Харківська область                               | —           | збитий розрахунком ЗРК Бук |
| 11 | 16.03.2022                          | ПКС Росії           | Херсонська область                               | —           | збитий з землі |
| 12 | 09.08.2022                          | ПКС Росії           | Новофедорівка, АР Крим                           | —           | щонайменше 5 Су-30СМ були знищені внаслідок удару ЗСУ по аеродрому Новофедорівка 09.08.22 |
| 13 | 09.08.2022                          | ПКС Росії           | Новофедорівка, АР Крим                           | —           | щонайменше 5 Су-30СМ були знищені внаслідок удару ЗСУ по аеродрому Новофедорівка 09.08.22 |
| 14 | 09.08.2022                          | ПКС Росії           | Новофедорівка, АР Крим                           | —           | щонайменше 5 Су-30СМ були знищені внаслідок удару ЗСУ по аеродрому Новофедорівка 09.08.22 |
| 15 | 09.08.2022                          | ПКС Росії           | Новофедорівка, АР Крим                           | —           | щонайменше 5 Су-30СМ були знищені внаслідок удару ЗСУ по аеродрому Новофедорівка 09.08.22 |
| 16 | 09.08.2022                          | ПКС Росії           | Новофедорівка, АР Крим                           | —           | щонайменше 5 Су-30СМ були знищені внаслідок удару ЗСУ по аеродрому Новофедорівка 09.08.22 |
| 17 | 07.09.2022                          | ПКС Росії           | Волохів Яр, Харківська область                   | —           | збитий з ПЗРК |
| 18 | 12.09.2022                          | ПКС Росії           | Ізюмський р-н, Харківська область                | —           | уламки літака RF-81773 знайдені 12.09.2022 |
| 19 | 23.10.2022                          | ПКС Росії           | Іркутськ                                         | 2 загиблих  | за попередніми даними, Су-30СМ під час випробувального польоту увійшов у пікірування і впав на житловий двоповерховий будинок |
| 20 | 12.08.2023                          | ВПС БФ РФ           | Калінінградська область                          | 2 загиблих  | Су-30СМ російського виробництва розбився під час виконання планового навчально-тренувального польоту, технічна несправність |
| 21 | 19.05.2024                          | ПКС Росії           | Краснодарський край                              | —           | українські дрони успішно атакували аеродром у станиці Кущівська Краснодарського краю, виведено з ладу винищувач Су-30 |
| 22 | 10.09.2024                          | ПКС Росії           | Чорне море (63 км від Залізного Порту)           | 2 загиблих  | збитий з ПЗРК o 23:49 під час проведення операції ССО над однією з газовидобувних платформ, 11 вересня на місці його зникнення тривали рятувально-пошукові роботи |
| 23 | 23.04.2025 (орієнтовно)             | ПКС Росії           | Ростов-на-Дону                                   | —           | згідно повідомлення ГУР МО України багатоцільовий винищувач Су-30СМ (борт.ном. 35) знищений в результаті підпалу на території аеродрому «Ростов-на-Дону Центральний» |
| 24 | 02.05.2025                          | ПКС Росії           | Чорне море (~50 км від порту міста Новоросійськ) | —           | 2 травня 2025 року спецпідрозділом ГУР МО України у взаємодії з СБУ та Силами оборони України у Чорному морі було збито російський Су-30. Удар здійснили воїни спецпідрозділу ГУР МО України Group 13 ракетою AIM-9 з безпілотного катера «Magura V7». Це перший в історії випадок зі знищенням реактивного винищувача морським дроном |
| 25 | 02.05.2025                          | ПКС Росії           | Чорне море (~50 км від порту міста Новоросійськ) | 2 загиблих  | 2 травня 2025 року спецпідрозділом ГУР МО України у взаємодії з СБУ та Силами оборони України у Чорному морі було збито другий протягом доби російський Су-30. Удар здійснено ракетою AIM-9 з безпілотного катера «Magura V7» |
| 26 | 30.06.2025                          | ПКС Росії           | Авіабаза Саки, Крим                              | —           | Далекобійний дрон UJ-26 «Бобер» уразив російський винищувач Су-30. Безпілотник прорвався на військовий аеродром у Саках та влучив неподалік винищувача |
| 27 | 04.08.2025                          | ПКС Росії           | Авіабаза Саки, Крим                              | —           | За даними Служби Безпеки України безпілотники ЦСО «А» «завітали» на військовий аеродром «Саки» в тимчасово окупованому Криму. Внаслідок удару повністю знищено літак Су-30СМ, ще один – пошкоджено |
| 28 | 04.08.2025                          | ПКС Росії           | Авіабаза Саки, Крим                              | —           | За даними Служби Безпеки України безпілотники ЦСО «А» «завітали» на військовий аеродром «Саки» в тимчасово окупованому Криму. Внаслідок удару повністю знищено літак Су-30СМ, ще один – пошкоджено |
| 29 | 14.08.2025                          | ПКС Росії           | поблизу острова Зміїний                          | —           | За повідомленням ВМС ЗС України засобами розвідки ВМС отримано радіоперехоплення про втрату зв’язку з літаком російських загарбників Су-30СМ, який виконував завдання південно-східніше острова Зміїний. На поверхні моря виявили уламки літака, пілотів поки не знайдено                                                              |

### Втрати інших країн
| №  | дата       | приналежність                       | місце                  | жертви     | подробиці |
| -- | ---------- | ----------------------------------- | ---------------------- | ---------- | --- |
| 1  | 30.04.2009 | 30-та ескадрилья «Rhinos» ВПС Індії | Похран                 | 1 загиблий | збій у системі керування під час тренувального польоту на висоті 6 км                                                                                          |
| 2  | 13.12.2011 | ВПС Індії                           | Пуне                   | —          | відмови в электронній системі керування |
| 3  | 19.02.2013 | ВПС Індії                           | Раджастхан             | —          | технічна несправність |
| 4  | 14.10.2014 | ВПС Індії                           | Пуне                   | —          | технічна несправність |
| 5  | 19.05.2015 | ВПС Індії                           | Ассам                  | —          | технічна несправність |
| 6  | 17.09.2015 | ВПС Венесуели                       | Апуре                  | 2 загиблих | літак розбився при плановому патрулюванні кордону з Колумбією                                                                                                  |
| 7  | 24.06.2016 | ВПС Вʼєтнаму                        | Південнокитайське море | 1 загиблий | літак розбився під час польоту, згодом зазнав катастрофи рятувальний гелікоптер який шукав пілотів                                                             |
| 8  | 15.03.2017 | ВПС Індії                           | Уттарлай, Раджастхан   | —          | плановий політ, літак впав при заході на посадку |
| 9  | 23.05.2017 | ВПС Індії                           | Ассам                  | 2 загиблих | плановий політ |
| 10 | 27.06.2018 | ВПС Індії                           | Магараштра             | —          | технічна несправність |
| 11 | 09.08.2019 | ВПС Індії                           | Ассам                  | —          | Су-30МКІ російського виробництва розбився під час виконання планового навчально-тренувального польоту                                                          |
| 12 | 16.10.2019 | ВПС Венесуели                       | Гуаріко                | 2 загиблих | Cу-30 російського виробництва розбився під час набору висоти                                                                                                   |
| 13 | 02.07.2023 | ВПС Венесуели                       | Гуайкайпуро            | 1 загиблий | винищувач зіткнувся під час польоту зі зграєю птахів |
| 14 | 04.06.2024 | ВПС Індії                           | Магараштра             | —          | під час льотних випробувань у Державній аерокосмічній та оборонній компанії Hindustan Aeronautics Limited, де літак Су-30MKI перебував на капітальному ремонті |
| 15 | 07.05.2025 | ВПС Індії                           | пустеля Тар            | —          | відомо про збитий літак Су-30МКІ у ході військових сутичок із Пакистаном                                                                                       |

- В ЗМІ також згадується декілька аварій цього літака в ПС КНР, але точних даних про них нема.

## Тактико-технічні характеристики літака
Дані для літака СУ-30 взяті з KnAAPO, Sukhoi, Gordon and Davison, deagel.com, airforce-technology.com

### Технічні характеристики
- Екіпаж: 2 особи
- Довжина: 21,9 м
- Розмах крила: 14,7 м
- Висота: 6,36 м
- Площа крила: 62 м²
- Маса порожнього: 17 700 кг
- Нормальна злітна маса: 24 900 кг

Схема Су-30 в 3 проекціях

- Максимальна злітна маса: 34 500 кг
- Маса палива у внутрішніх баках: 9400/5200 кг повний/неповний варіант заправки
- Силова установка: 2 × ТРДДФ АЛ-31ФП
  - Безфорсажна тяга: 2 × 74,5 кН
  - Форсажна тяга: 2 × 122,6 кН

### Льотні характеристики
- Максимальна швидкість:
  - на великій висоті: M=2 (2120 км/год на висоті 12000 м)
  - на малій висоті 200 м: M=1,13 (1350 км/год)
- Дальність польоту:
  - у землі: 1270 км
  - на висоті: 3000 км
  - бойовий радіус: 1500 км
- Практична стеля: 17 300 м
- Швидкопідйомність: 230 м/с
- Навантаження на крило: 401 кг/м² (532 кг/м² при максимальній злітній масі)
- Тягооснащеність: 1 з 56% внутрішнього палива (0,86 з повним паливом)
- Максимальне експлуатаційне перевантаження: +9,0 g

### Озброєння
- Стрілецько-гарматне: 1×30 мм авіаційна гармата ГШ-30-1, 150 сн.
- Точки підвісу: 12
- Бойове навантаження: 8 000 кг
- Керовані ракети:
  - ракети «повітря-повітря»: 
    - 6 × Р-27
    - 6 × Р-73
    - 6 × Р-77
    - 6 × Р-37 (для варіанту СМ2)

  - ракети «повітря-земля»:
    - 6 × Х-29
    - 6 × Х-59
    - 6 × Х-31
    - 6 × Х-35
- Некеровані ракети:
  - С-8
  - С-13
  - С-25
- Бомби:
  - Некеровані бомби:
    - ФАБ-250М-54/М-62
    - ФАБ-500М-54/М-62
    - РБК-500
    - ОФАБ-100-120
    - ОФАБ-250-270
    - ОДАБ-500ПМ

  - Кориговані бомби:
    - КАБ-500-ОД
    - КАБ-1500КР

### Авіоніка
- -     - РЛС: Н011 Барс
    - Оптико-електронний комплекс: ОЭПС-27
    - Шоломна система індикації: «Щілина-3УМ» (рос. «Щель-3УМ»)
    - Оптико-локаційна станція: ОЛС-30